# Backlash (2002)
Backlash (2002) foi o quarto evento pay-per-view (PPV) de luta profissional do Backlash produzido pela World Wrestling Federation (WWF, agora WWE). Foi realizado para lutadores das marcas Raw e SmackDown!. O evento ocorreu em 21 de abril de 2002, na Kemper Arena em Kansas City, Missouri - foi o primeiro evento a ser realizado na Kemper Arena desde Over the Edge em maio de 1999, no qual Owen Hart, competindo como The Blue Blazer, morreu depois de cair 78 pés de um arnês para o ringue. Foi o primeiro PPV da empresa realizado após a introdução da divisão da marca. Foi o terceiro Backlash consecutivo apresentado pela Castrol GTX e o último Backlash realizado sob o nome WWF quando a promoção foi renomeada para World Wrestling Entertainment (WWE) no mês seguinte. O conceito do pay-per-view foi baseado na reação da WrestleMania X8.
Nove lutas foram agendadas no card do evento. A luta principal do SmackDown! apresentou Hollywood Hulk Hogan derrotando Triple H para ganhar o Campeonato Indiscutível da WWF e a luta em destaque da marca Raw foi um encontro entre The Undertaker e Stone Cold Steve Austin com Ric Flair como árbitro convidado especial, que The Undertaker venceu. A outra luta principal do Raw foi uma luta individual pelo Campeonato Intercontinental entre Rob Van Dam e Eddie Guerrero, que Guerrero venceu por pinfall para ganhar o campeonato.

## Produção

### Introdução
Backlash é um evento pay-per-view (PPV) que foi estabelecido pela World Wrestling Federation (WWF, agora WWE) em 1999. O conceito do pay-per-view foi baseado na reação do principal evento da WWF, WrestleMania. O evento de 2002 foi o quarto evento na cronologia do Backlash e contou com a reação da WrestleMania X8. Foi programado para acontecer em 21 de abril de 2002, na Kemper Arena em Kansas City, Missouri—foi o primeiro evento a ser realizado na Kemper Arena desde Over the Edge em 1999, no qual Owen Hart, competindo como The Blue Blazer, morreu depois de cair 78 pés de um arnês para o ringue.
Em março de 2002, a WWF introduziu a extensão da marca na qual a lista foi dividida entre o Raw e  SmackDown!, que é onde os lutadores foram designados exclusivamente para se apresentar. O Backlash de 2002 foi por sua vez o primeiro PPV da promoção realizado após a implementação da divisão de marca original e contou com lutadores de ambas as marcas.

### Histórias
O evento contou com nove lutas de wrestling profissional com resultados predeterminados pelos roteiristas da WWF. As lutas apresentavam lutadores retratando seus personagens em histórias planejadas que ocorreram antes, durante e depois do evento. Todos os lutadores eram de uma das marcas da WWF – Raw ou SmackDown! – as duas divisões de enredo nas quais o WWF designou seus funcionários.
A principal disputa que leva ao Backlash no SmackDown! envolveu o Campeão Indiscutível da WWF Triple H e Hollywood Hulk Hogan pelo Campeonato Indiscutível da WWF. No episódio de 4 de abril do SmackDown!, Mr. McMahon nomeou Hogan o desafiante número um ao título no Backlash. Mais tarde naquela noite, Hogan saiu de vermelho e amarelo pela primeira vez desde que retornou à WWF para falar sobre a luta, com Triple H dizendo que não desistiria. No episódio de 11 de abril do SmackDown!, Hogan saiu para ajudar Edge a perseguir Chris Jericho e Kurt Angle depois que Edge lutou contra Jericho. Mais tarde, Triple H lutou contra Angle quando Jericho interferiu. Hogan saiu para ajudar Triple H a vencer a partida, apenas para Angle empurrar Triple H em Hogan após a partida, fazendo Hogan atacar Triple H e ser eliminado por Jericho e Angle. No episódio de 18 de abril do SmackDown!, Hogan confrontou Jericho quando Angle veio ajudar Jericho, levando Edge a correr para salvar. No evento principal, Jericho e Angle lutaram contra Hogan e Triple H, quando Hogan acidentalmente atingiu Triple H com uma cadeira de aço. Após a luta, Triple H acertou Hogan com a cadeira. Na mesma noite, foi confirmado que se Triple H perdesse sua luta pelo título, ele seria convocado para a marca SmackDown!.
A principal rivalidade na marca Raw contou com The Undertaker e Stone Cold Steve Austin, para determinar o desafiante número um ao Campeonato Indiscutível da WWF. No episódio de 1 de abril do Raw, Ric Flair concedeu a Triple H um novo cinturão, apenas para The Undertaker desafiar Triple H para uma luta pelo título no Backlash. Na mesma noite, Austin decidiu assinar com a marca Raw, mas deu o Stone Cold Stunner em Flair e Mr. McMahon. No episódio de 8 de abril do Raw, The Undertaker confrontou Flair sobre McMahon fazer a luta pelo título no Backlash, fazendo Austin sair e confrontá-lo. Flair marcou duas lutas do desafiante número um, a primeira sendo The Undertaker contra Rob Van Dam e a segunda sendo Austin contra Scott Hall; os vencedores se enfrentariam no Backlash para o desafiante número um. Austin e The Undertaker venceram suas respectivas lutas, no entanto, como Flair ajudou a perseguir X-Pac da luta de Austin, Austin o surpreendeu novamente. No Raw de 15 de abril, Flair multou Austin em $ 5.000 e anunciou que ele seria o árbitro convidado especial para a luta no Backlash. Hall e X-Pac vieram para atacar Austin, fazendo Flair reservar Austin e Bradshaw contra Hall, X-Pac e The Undertaker no evento principal. Após a luta, que a equipe de The Undertaker venceu, Undertaker atacou Austin com uma cadeira de aço.

## Evento
| Papel:                    | Nome:             |
| ------------------------- | ----------------- |
| Comentaristas em inglês   | Jim Ross          |
| Comentaristas em inglês   | Jerry Lawler      |
| Comentaristas em espanhol | Carlos Cabrera    |
| Comentaristas em espanhol | Hugo Savinovich   |
| Entrevistadores           | Michael Cole      |
| Entrevistadores           | Jonathan Coachman |
| Anunciadores de ringue    | Howard Finkel     |
| Árbitros                  | Mike Chioda       |
| Árbitros                  | Charles Robinson  |
| Árbitros                  | Theodore Long     |
| Árbitros                  | Earl Hebner       |
| Árbitros                  | Tim White         |
| Árbitros                  | Jim Korderas      |

Antes do evento ser transmitido ao vivo em pay-per-view, uma partida ocorreu em uma edição ao vivo do Sunday Night Heat em que Big Show derrotou Steven Richards e Justin Credible em uma partida de handicap.

### Lutas preliminares
A primeira luta foi pelo Campeonato Cruiserweight da WWF entre Billy Kidman e Tajiri (com Torrie Wilson). No final, Kidman tentou um Powerbomb em Tajiri, que cuspiu névoa vermelha em Kidman e derrotou Kidman para ganhar o título.
A segunda partida foi entre Scott Hall (com X-Pac) e Bradshaw (com Faarooq). Bradshaw executou um Clothesline from Hell em Hall, mas X-Pac colocou o pé de Hall na corda inferior para anular o pinfall. Bradshaw deu um soco em X-Pac e Faarooq derrubou X-Pac no ringue. Enquanto o árbitro estava distraído, Hall deu um golpe baixo em Bradshaw e derrotou Bradshaw com um roll-up para vencer a partida.
Na terceira luta, Jazz enfrentou Trish Stratus pelo Campeonato Feminino da WWF. Jazz forçou Stratus a se submeter a um STF para vencer a luta e manter o título.
A quarta luta foi entre Brock Lesnar (com Paul Heyman) e Jeff Hardy (com Lita). Lesnar dominou a luta até Hardy realizar Whisper in the Wind em Lesnar. Hardy executou uma Swanton Bomb em Lesnar para uma quase queda. Hardy tentou acertar Lesnar com uma cadeira, mas Lesnar se abaixou e executou um F5, seguido por três Powerbombs em Hardy. O árbitro declarou Lesnar o vencedor por nocaute técnico.
A quinta luta foi entre Edge e Kurt Angle. Depois de uma luta de idas e vindas, Edge executou uma Edgecution em Angle para quase cair. Angle tentou um Angle Slam em Edge, mas Edge contra-atacou e executou um German Suplex em Angle. Edge executou um Diving Crossbody em Angle fora do ringue. Edge tentou uma segunda Edgecution em Angle, mas Angle rebateu o movimento em um Angle Slam para quase cair. Angle aplicou um Ankle Lock no Edge, mas Edge rebateu em um roll-up para uma quase queda. Depois que Angle perdeu um tiro na cadeira, Edge executou um Edge-O-Matic em Angle para quase cair. Edge tentou um Spear on Angle, que contra-atacou e derrotou Edge após outro Angle Slam para vencer a luta.
A sexta luta foi pelo Campeonato Intercontinental da WWF entre Rob Van Dam e Eddie Guerrero. Depois de uma luta de idas e vindas, Guerrero recuperou o título e tentou atacar Van Dam com o cinturão, que chutou e chutou Guerrero, derrubando o árbitro. Guerrero realizou um Neckbreaker no cinturão em Van Dam e derrotou Van Dam após um Frog Splash para ganhar o título.

### Lutas do evento principal
A sétima luta foi para determinar o desafiante nº 1 ao Campeonato Indiscutível da WWF no Judgment Day com Ric Flair como árbitro convidado especial entre The Undertaker e Stone Cold Steve Austin. Depois de uma luta de idas e vindas, Austin brigou com The Undertaker no ringue. Austin tentou um Piledriver em The Undertaker, que contra-atacou em um Back Body Drop e empurrou Austin em sua moto. Depois que Flair foi derrubado, Austin executou um Stone Cold Stunner em The Undertaker. Depois que Flair foi derrubado novamente, The Undertaker executou um golpe baixo em Austin e um Chokeslam em Austin para quase cair. The Undertaker tentou acertar Austin com uma cadeira, mas Flair agarrou a cadeira, permitindo que Austin desse um golpe baixo em The Undertaker. Austin tentou um Stone Cold Stunner em The Undertaker, mas The Undertaker respondeu, durante o qual Flair foi derrubado novamente. The Undertaker atingiu Austin com a cadeira e quase caiu. Austin tentou acertar The Undertaker com a cadeira, mas The Undertaker executou um Big Boot na cadeira, que atingiu Austin. The Undertaker derrotou Austin para vencer a luta, mas Flair não tinha visto o pé de Austin na corda inferior.
A oitava luta foi pelo Campeonato de Duplas da WWF entre Billy e Chuck (com Rico) e Maven e Al Snow. Depois que Rico distraiu Snow, Snow perseguiu Rico. Chuck derrotou Maven após um Superkick para vencer a luta e manter o título.
O evento principal foi pelo Campeonato Indiscutível da WWF entre Triple H e Hollywood Hulk Hogan. Depois de uma luta de idas e vindas, Triple H aplicou um Figure Four Leglock em Hogan, que lutou fora do porão. Hogan executou um Big Boot e um Running Leg Drop em Triple H. Hogan tentou um pin, mas Chris Jericho puxou o árbitro para fora do ringue. Jericho atingiu Hogan com uma cadeira, mas Triple H realizou um Facebreaker Knee Smash e um Clothesline em Jericho, tirando Jericho do ringue. Hogan executou outro Big Boot em Triple H e tentou outro Running Leg Drop, mas Triple H evitou o movimento e executou um Pedigree em Hogan. Triple H tentou um pin, mas The Undertaker atacou o árbitro. The Undertaker atingiu Triple H com uma cadeira, mas Hogan executou um Clothesline em Undertaker, derrubando The Undertaker para fora do ringue. Hogan derrotou Triple H depois de outro Running Leg Drop para ganhar a luta e o título.

## Após o evento
O Backlash de 2002 seria o último Backlash realizado sob o nome WWF. Em 6 de maio de 2002, o WWF foi renomeado para World Wrestling Entertainment (WWE) devido a um processo do World Wildlife Fund sobre o inicialismo "WWF".
Na noite seguinte ao Backlash, Big Show traiu Stone Cold Steve Austin em uma luta de duplas contra a nWo e se juntou a stable. Nas próximas duas semanas, Big Show explicou que era porque ele sentiu que Austin tirou um lugar do evento principal na WrestleMania dele; na WrestleMania 2000 Big Show desafiou pelo Campeonato da WWF enquanto Austin fez uma cirurgia no pescoço, mas no ano seguinte na WrestleMania X-Seven, Austin competiu no evento principal pelo Campeonato da WWF, enquanto Big Show não, e na WrestleMania X8, Austin foi agendou uma partida contra Scott Hall enquanto Big Show estava no WWF New York em Times Square. Mais tarde naquela noite, Austin e Bradshaw se uniram a Ric Flair em uma batalha contra a nWo estável, mas Flair traiu os dois lutadores e tornou-se afiliado à nWo, embora ele nunca tenha se juntado oficialmente. A traição de Flair eventualmente levou à contratação de Booker T por Flair para ser o mais novo membro da nWo no episódio de 13 de maio do Raw. A rivalidade entre Austin e Flair aumentou naquele episódio quando Austin se vingou custando a Flair uma luta indiscutível pelo Campeonato da WWE contra Hollywood Hulk Hogan. Isso levou a uma partida de handicap no Judgment Day colocando Austin contra a equipe de Flair e Big Show, que Austin venceu.
Depois de derrotar Stone Cold Steve Austin no Backlash, The Undertaker voltou sua atenção para o novo Campeão Indiscutível da WWF, Hollywood Hulk Hogan, desafiando-o para uma luta pelo Campeonato Indiscutível da WWF no Judgment Day. Em 1991, eles lutaram pela primeira vez pelo Campeonato da WWF durante dois eventos pay-per-view diferentes. No evento Survivor Series, The Undertaker derrotou Hogan para ganhar seu primeiro Campeonato da WWF. Hogan recuperou o título sobre The Undertaker em uma revanche no This Tuesday in Texas. O título acabou sendo declarado vago até o evento Royal Rumble de 1992, quando Ric Flair ganhou o título ao vencer a luta Royal Rumble que também envolveu The Undertaker e Hogan. Sua rivalidade recomeçou no episódio de 25 de abril do SmackDown!, quando Chris Jericho derrotou Triple H para se tornar o desafiante número um devido à interferência de The Undertaker. Depois, Jericho e The Undertaker atacaram Triple H até que Hogan desceu ao ringue e atacou The Undertaker. No Raw de 29 de abril, The Undertaker interferiu na luta sem título de Hogan com William Regal ao agredir Hogan. The Undertaker então pegou o cinto de couro de Hogan e o chicoteou com ele e o abriu com a fivela do cinto. Na semana seguinte, Hogan voltou a The Undertaker dirigindo um caminhão e atropelando a motocicleta premiada de The Undertaker, destruindo-a. No Raw de 13 de maio, The Undertaker acertou Hogan por trás com o pneu e amarrou os tornozelos de Hogan em sua própria motocicleta. Momentos depois, The Undertaker dirigiu sua motocicleta pelo corredor com Hogan amarrado a ela antes de bater Hogan na pilha de caixas e tubos, deixando Hogan deitado imóvel. No Judgment Day, com a ajuda de Mr. McMahon, The Undertaker derrotou Hogan para ganhar o agora renomeado Campeonato Indiscutível da WWE, sua primeira vitória no campeonato mundial da WWE em quase três anos.
A rivalidade entre Edge e Kurt Angle continuou após Backlash no episódio de 2 de maio do SmackDown!, quando Angle desafiou Edge para uma revanche, mas desta vez em uma luta Hair vs. Hair, que Edge aceitou. No episódio de 16 de maio do SmackDown!, durante um segmento entre Edge e Triple H, Angle e Chris Jericho atacaram os dois homens, terminando com Jericho maltratando Edge enquanto Angle cortou o cabelo uma vez com a tesoura como um exemplo para sua luta Hair vs. Hair no Judgment Day. Mais tarde naquele episódio, Angle e Jericho derrotaram Edge e Triple H em uma luta de duplas depois que Angle acertou Edge com a cadeira de aço e seguiu com um Angle Slam para a vitória. Após a luta, Angle jogou a peruca de Edge em Edge. Na luta Hair vs. Hair no Judgment Day, Edge derrotou Angle e raspou a cabeça de Angle após isso.
Triple H e Chris Jericho continuaram sua rivalidade no episódio de 25 de abril do SmackDown!, onde Jericho derrotou Triple H em uma luta número um devido à interferência de The Undertaker, que também custou a Triple H o Campeonato Indiscutível da WWF no Backlash. Na semana seguinte, Jericho desafiou Hollywood Hulk Hogan pelo Campeonato Indiscutível da WWF em uma luta sem desqualificação com a estipulação de que se The Undertaker ou qualquer superstar do Raw interferisse na luta pelo título, eles seriam suspensos. Durante a luta pelo título, Triple H interferiu e distraiu Jericho, permitindo que Hogan prendesse Jericho para manter o título. No episódio de 9 de maio do SmackDown!, Mr. McMahon ordenou que se Triple H colocasse as mãos em McMahon, haveria consequências. Triple H então desafiou McMahon para lutar com ele no ringue até que Hardcore Holly, Test, Lance Storm, Christian e o reverendo D-Von chegaram ao ringue e derrotaram Triple H. Jericho então desceu e acertou Triple H com a cadeira de aço e o trancou nas Walls of Jericho, terminando com McMahon anunciando uma luta Hell in a Cell no Judgment Day, que seria uma revanche WrestleMania X8 entre os dois. Mais tarde naquela noite, Jericho e Triple H interferiram nas lutas um do outro. Primeiro, D-Von derrotou Triple H depois que Jericho acertou Triple H com a caixa de doação de D-Von. Então, durante a luta de duplas de Jericho junto com Angle contra Edge e Hogan, Triple H interferiu e acertou todos os quatro e o árbitro com uma marreta. McMahon distraiu e desafiou Triple H a pregá-lo com uma marreta, permitindo que Jericho pregasse Triple H com a cadeira de aço. Eles concluíram sua rivalidade no Judgment Day, quando Triple H derrotou Jericho em uma luta Hell in a Cell.
Brock Lesnar continuou sua rivalidade com Matt e Jeff Hardy no Raw de 22 de abril, quando Lesnar derrotou Matt Hardy por nocaute. No Raw de 13 de maio, The Hardy Boyz lutou contra Lesnar em uma luta de handicap e venceu por desqualificação devido à interferência do empresário de Lesnar, Paul Heyman. Heyman então anunciou uma luta de duplas entre Lesnar e Heyman contra The Hardy Boyz no Judgment Day. No Judgment Day, Lesnar e Heyman foram vitoriosos depois que Heyman derrotou Jeff Hardy após um F-5 de Lesnar.

### Lançamento de vídeo
O evento foi lançado em VHS e DVD em 25 de junho de 2002, após a mudança de nome da empresa no mês anterior (nWo: Back in Black foi o primeiro lançamento do WWE Home Video com o novo nome, embora algumas cópias tenham sido enviadas com a marca WWF). Como resultado, a arte da capa, baseada no pôster do evento, foi alterada para incluir o logotipo renomeado e redesenhado da promoção, e o logotipo gráfico digital da WWE na tela foi sobreposto ao da WWF, embora outras referências ao WWF não foram borrados ou editados. A versão incluída na WWE Network, no entanto, possui os gráficos digitais originais da WWF na tela, pois não era da versão em DVD do evento. A versão da WWE Network deste evento também substituiu a música tema original (Young Grow Old by Creed) por 'Waiting For A Moment' de Quench.

## Resultados
| Nº                                          | Resultados                                                    | Estipulações | Tempo |
| ------------------------------------------- | ------------------------------------------------------------- | --- | ----- |
| Heat                                        | Big Show derrotou Steven Richards e Justin Credible           | Luta Handicap | 2:11  |
| 1                                           | Tajiri (com Torrie Wilson) derrotou Billy Kidman (c)          | Luta Individual pelo Campeonato Cruiserweight da WWF                                                                           | 9:08  |
| 2                                           | Scott Hall (com X-Pac) derrotou Bradshaw (com Faarooq)        | Luta Individual | 5:43  |
| 3                                           | Jazz (c) derrotou Trish Stratus                               | Luta Individual pelo Campeonato Feminino da WWF                                                                                | 4:29  |
| 4                                           | Brock Lesnar (com Paul Heyman) derrotou Jeff Hardy (com Lita) | Luta Individual | 5:32  |
| 5                                           | Kurt Angle derrotou Edge                                      | Luta Individual | 15:25 |
| 6                                           | Eddie Guerrero derrotou Rob Van Dam (c)                       | Luta Individual pelo Campeonato Intercontinental da WWF                                                                        | 11:43 |
| 7                                           | The Undertaker derrotou Stone Cold Steve Austin               | Luta Individual para determinar o desafiante nº 1 ao Campeonato Indiscutível da WWF Ric Flair. como árbitro convidado especial | 27:03 |
| 8                                           | Billy e Chuck (c) (com Rico) derrotaram Maven e Al Snow       | Luta de duplas pelo Campeonato de Duplas da WWF                                                                                | 5:58  |
| 9                                           | Hollywood Hulk Hogan derrotou Triple H (c)                    | Luta Individual pelo Campeonato Indiscutível da WWF                                                                            | 22:04 |
| (c) – Refere-se aos campeões antes da luta. |                                                               | |       |

### Torneio para desafiante Nº 1 ao Campeonato Indiscutível da WWF (Abril de 2002)
O Undisputed WWF Championship #1 Contendership Tournament foi um torneio para ganhar uma chance pelo título do Undisputed WWF Championship no Judgment Day, com as finais ocorrendo no Backlash.
|  | Semifinals              | Semifinals              | Semifinals     |                |                         | Final                   | Final | Final |  |
|  |                         |                         |                |                |                         |                         |       |       |  |
|  | Stone Cold Steve Austin | Stone Cold Steve Austin | Pin            |                |                         |                         |       |       |  |
|  | Stone Cold Steve Austin | Stone Cold Steve Austin | Pin            |                |                         |                         |       |       |  |
|  | Scott Hall              | Scott Hall              | 9:35           |                |                         |                         |       |       |  |
|  | Scott Hall              | Scott Hall              | 9:35           |                | Stone Cold Steve Austin | Stone Cold Steve Austin | 27:03 |       |  |
|  |                         |                         |                |                | Stone Cold Steve Austin | Stone Cold Steve Austin | 27:03 |       |  |
|  |                         |                         | The Undertaker | The Undertaker | Pin                     |                         |       |       |  |
|  | Rob Van Dam             | Rob Van Dam             | The Undertaker | The Undertaker | Pin                     | Pin                     |       |       |  |
|  | Rob Van Dam             | Rob Van Dam             |                |                |                         |                         |       |       |  |
|  | The Undertaker          | The Undertaker          | 9:00           |                |                         |                         |       |       |  |